# Lasse-Maja
Lars Larsson Molin, alias Lasse-Maja (Djupdalen, Ramsberg, Västmanland, 5 de octubre de 1785-Arboga, 4 de junio de 1845), fue un ladrón y escritor de memorias sueco. Fue famoso por disfrazarse de mujer durante sus giras como ladrón. Su disfraz le valió el apodo de Lasse-Maja, una combinación del nombre masculino Lars y el nombre femenino Maja. Escribió sus propias memorias, que se hicieron muy populares en la Suecia del siglo XIX.

## Biografía

### Primeros años
Era hijo del sastre Lars Olsson y su esposa Stina Olsdotter. Se crio en Torp Nöden en el pueblo de Djupdalen en la parroquia de Ramsberg en Västmanland. Su madre provenía de una familia adinerada y había estado casada anteriormente con un hombre rico llamado Molin, pero su madre perdió su dinero por lo que se crio en la pobreza. En su parroquia natal lo describían como tranquilo, con afición a entretener con bromas, pero también por su negativa a trabajar y por sus robos.
Era sobrino de Maria Olsdotter, su tía materna, quien fue propietaria y explotó la mina Stråssa después de su esposo. Describió a su tía:
"Era una auténtica heroína de su sexo, se vestía con ropas de cazadora, era una jinete consumada, le encantaba cazar y tener otras aventuras propias y, en efecto, era más hombre que mujer."
Lasse-Maja culpó más tarde a su tía y a su hija Anna-Stina Ersdotter por haberlo inducido a cometer actos delictivos, y es evidente que ellas desempeñaron un papel importante en su vida. 

### Carrera criminal
Al principio efectuaba robos por su parroquia natal con su entonces amante, Maja Andersdotter. Fue condenado por robo por primera vez en 1802.
En 1804 abandonó su parroquia natal y llegó a Estocolmo a la edad de diecinueve años. Entre 1804 y 1813, Lasse-Maja realizó varias giras de robos en la capital y en los alrededores. Sus giras como ladrón transcurrieron principalmente en el triángulo Estocolmo-Örebro-Västerås. Fue capturado varias veces, pero logró escapar. En 1807 fue azotado por robar. En 1808 fue condenado a cadena perpetua, pero logró escapar. A partir de 1809, se llamó a sí mismo 'Molin'; originalmente, su nombre era simplemente el patronímico 'Larsson', y 'Molin' era el nombre del primer y rico marido de su madre.
Lasse-Maja se convirtió en un ladrón notorio, que robaba especialmente a la gente rica. Su especialidad era vestir ropa de mujer, por lo que se hizo famoso. Lasse-Maja afirmó que la idea de vestirse de mujer (así como de llamarse con el nombre 'Lasse-Maja') se originó a partir de un incidente en su parroquia natal, Ramsberg, cuando visitaba a su amante Maja Andersdotter:
Un día se me ocurrió vestirme con su ropa, y ella regresó justo cuando había terminado. "¡Dios mío!", exclamó, "¡Qué espléndido te ves con ropa de mujer!", y llamó a sus padres para que vieran lo bien que le quedaba a Lasse su ropa.
Por eso le llamaron 'Lasse-Maja': Lasse en honor a él mismo, ya que era el diminutivo de Lars, y Maja en honor a Maja Andersdotter. Según se informa, utilizaba ropa de mujer para pillar desprevenidas a sus víctimas, así como para ayudarle a escapar de las escenas del delito. Cuando estaba así disfrazado, a veces coqueteaba con los hombres. Sin embargo, el disfraz no fue utilizado únicamente por motivos profesionales: también se decía que se sentía cómodo con ropa de mujer y describió en sus memorias que vivía tanto como mujer como hombre durante su tiempo libre. En sus memorias, Lasse-Maja describió que la ropa masculina era preferible para escapar de las escenas del delito porque era más fácil moverse con ella, y porque se buscaba a una mujer ya que a menudo se hacía pasar por una para trabajar como doncella o ama de llaves y robar a sus empleadores y prostituta robando a sus clientes.
Durante su carrera delictiva, trabajó con otros criminales, como el famoso ladrón Bajard y su banda. En 1812, se convirtió en socio de un tal Johan Cron, un exfuncionario que tenía la habilidad de falsificar pasaportes.

### Prisión

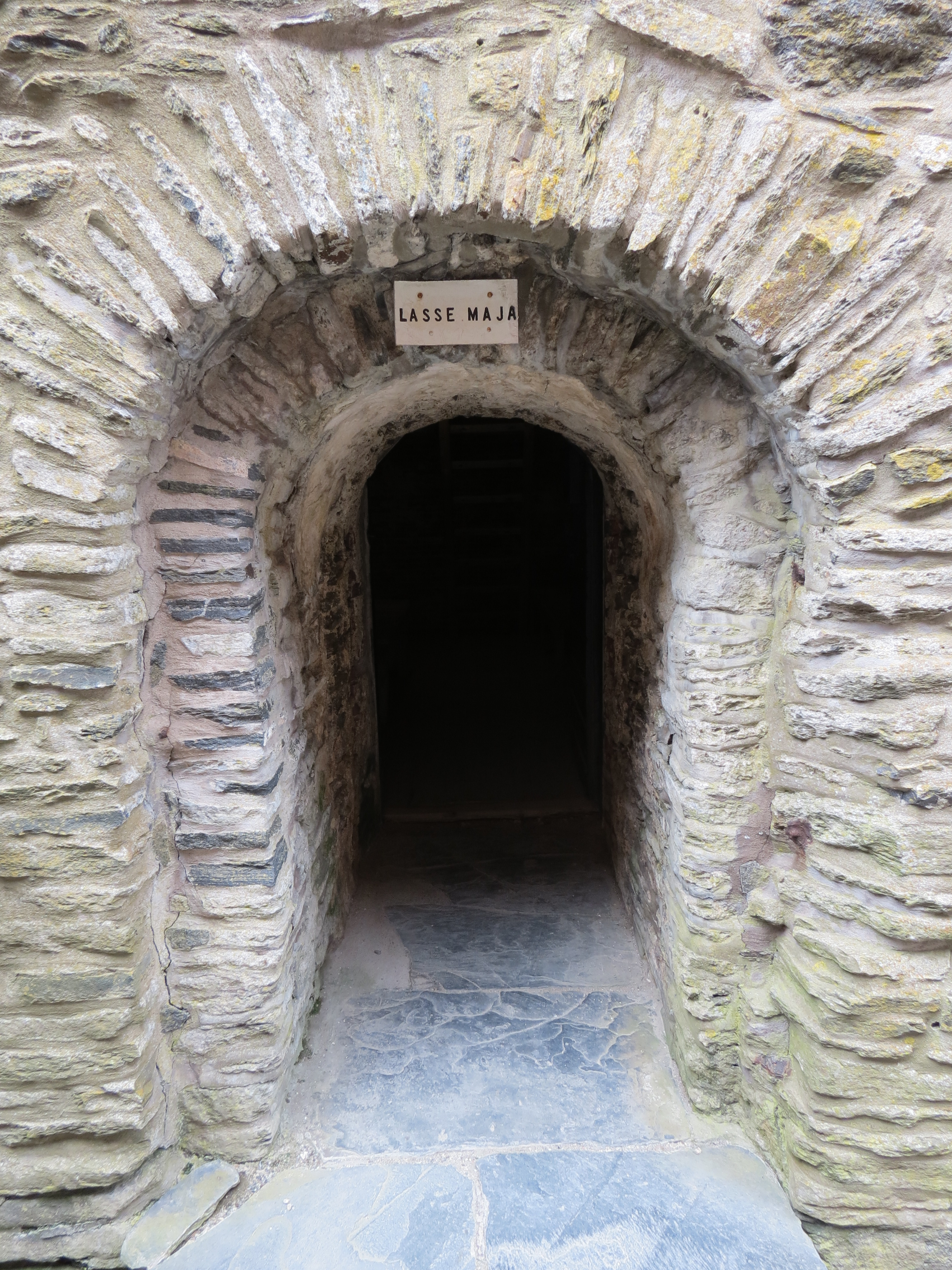
Celda de Lasse-Maja en la fortaleza de Carlsten.

En 1813, Lasse-Maja fue arrestado después de robar la plata de la iglesia de Järfälla con dos ayudantes, un crimen cometido por iniciativa de Johan Cron. El robo de plata de la iglesia se consideraba un delito muy grave en esta época. Además, fue reconocido por otros delitos durante sus períodos anteriores y también fue llevado a juicio por ellos. Fue declarado culpable de los cargos y condenado a cadena perpetua en la fortaleza de Carlsten de Marstrand.
Se comportó de manera ejemplar como preso, y su tiempo en la cárcel pronto se volvió bastante cómodo. Se convirtió en una atracción turística para los visitantes de clase alta que vacacionaban en la ciudad de Marstrand, y ganó dinero cobrando con éxito a los visitantes a cambio de entretenerlos con historias sobre su carrera criminal. Con este dinero pudo mejorar considerablemente su estatus personal y su nivel dentro de la prisión, así como también entre sus compañeros de prisión. También era muy querido por su habilidad como cocinero, cargo que desempeñó durante su estancia en la cárcel.
Se hizo famoso y en 1833 publicó sus propias memorias, Lasse-Majas besynnerliga öden. Av honom själv berättade ('Los extraños cuentos de Lasse-Maja. Contados por él mismo'). Durante su estancia en prisión pidió el indulto cinco veces. En 1835 recibió la visita del príncipe heredero, el futuro rey Óscar I, cuyo padre finalmente lo indultó y lo liberó en 1839.

### Vida posterior
Después de su liberación, Lasse-Maja vivió con su hermano, el cervecero Anders Ramberg en Arboga. Realizó giras por Suecia entreteniendo a la gente con historias sobre su vida anterior.
Se dice que afirmó que la vida era muy dura, pero que lo más importante era divertirse. Compró su propia propiedad en las afueras de Arboga, donde finalmente murió en 1845, después de haber estado enfermo sus últimos años.

## Legado
Hay muchas historias sobre Lasse-Maja. Se le menciona en memorias y diarios, aparece como personaje en novelas y películas y, sin lugar a dudas, es el travesti más famoso de la historia sueca: llegó a ser casi un icono aunque muy romantizado.

### Memorias
Las memorias, Lasse-Majas besynnerliga öden. Av honom själv berättade ('Los extraños cuentos de Lasse-Maja. Contados por él mismo'), se publicó por primera vez en 1833. Fueron populares y se reimprimieron continuamente durante los siglos XIX y XX. En ella, Lasse-Maja describe contacto sexual tanto con hombres como con mujeres, aunque las escenas sexuales con hombres se describen como bromas mientras que las escenas de sexo con mujeres se describen como genuinas: la razón posiblemente fue que los actos homosexuales estaban criminalizados.  En una ocasión, Lasse-Maja describió cómo trabajaba en un burdel como prostituta, besando y abrazando a un cliente masculino, pero intercambiándose al final por una auténtica prostituta.
Las memorias también fueron a menudo acortadas y reimpresas en baladas sueltas. De una forma u otra, las memorias de Lasse-Maja pertenecieron a la literatura más leída entre el campesinado rural durante el siglo XIX. En la década de 1930, cuando un anciano granjero fue entrevistado y se le preguntó sobre los hábitos de lectura de quienes lo rodeaban en su juventud, respondió: "¿Qué leía la gente? Bueno, principalmente Lasse-Maja y la Biblia". 

### Música
Es el tema de 'Lasse-Majas visa', una canción de Stefan Andersson.

### Piedra conmemorativa
En la iglesia de su parroquia natal, Ramsberg, se encuentra una piedra conmemorativa en su memoria, donde se lee:
Su cuna en Ramsberg,
su tumba en Arboga,
su recuerdo en el acta del juicio.

### Sendero
Hay una ruta de senderismo que comienza en Morskoga, cerca de su parroquia natal, y termina en Ösarhyttan, donde solía ir a visitar a familiares durante su niñez, con información sobre él en señales a lo largo del camino.

### Celda en la prisión
La celda de Lasse-Maja durante su estancia en la fortaleza de Carlsten aún se conserva y está abierta a los visitantes, con un cartel con el nombre "Lasse-Maja" sobre la puerta.

### Islote Lasse-Maja
Un skerry (escollo) de Hamnskär en las afueras de Enhörnalandet en Mälaren ha sido llamado Lasse-Majas skär ('escollo Lasse Maja') después de un incidente en el que un transbordador se hundió tras chocar contra el escollo. Lasse-Maja y su prima Anna-Stina Ersdotter (la hija de su tía Maria Olsdotter) eran pasajeros y ambos escaparon ilesos.

### Lasse-Maja en la ficción
- Lasse-Maja (1941), película de Gunnar Olsson, con Sture Lagerwall como Lasse-Maja.
- Den byxlöse äventyraren (1971), serie de televisión de Lars Göran Carlson y Edvard Matz, con Jonas Bergström como Lasse-Maja.
- Stortjuvens pojke (1992), película de Henry Meyer, con Carlo Schmidt como Lasse-Maja.